# 구본환
구본환(具本煥, 1960년 충청남도 논산 ~ )은 대한민국의 공무원이며, 제8대 인천국제공항공사 사장이다.

## 학력
- 전주고등학교
- 서울대학교 언어학과 졸업
- 서울대학교 대학원 행정학 석사
- 버밍엄 대학교 대학원 도시지역정책학 석사
- 한양대학교 대학원 교통공학 박사

## 경력
- 1989년 제33회 행정고시 합격
- 2003.07 건설교통부 국제항공과 과장
- 2005.07 건설교통부 도시관리과 과장
- 2007.01 건설교통부 종합교통기획팀 팀장
- 2008.03 국토해양부 종합교통정책과 과장
- 2010.09 국토해양부 자동차정책기획단 단장
- 2011.07 국토해양부 서울지방항공청 청장
- 2011.12 국토해양부 철도정책관
- 2013.04 국토교통부 공공기관지방이전추진단 기획국 국장
- 2014.07 국토교통부 용산공원조성추진기획단 단장
- 2015.01 국토교통부 철도안전정책관
- 2015.01 국토교통부 철도안전정책관
- 2015.01 국토교통부 철도안전정책관
- 2017.09 ~ 2018.07 국토교통부 항공정책실 실장
- 2019.04 ~ 2020.09, 2021.12 ~ 2022.04 제8대 인천국제공항공사 사장